# The Mansion Family
«The Mansion Family» (рус. Семья в особняке) — двенадцатый эпизод одиннадцатого сезона мультсериала «Симпсоны». Впервые вышел в эфир 23 января 2000 года.

## Сюжет
Мистер Бернс как старейший житель Спрингфилда решает позаботиться о своем здоровье и уезжает на обследование в клинику. Присмотреть за домом он просит семейство Симпсонов. Гомер воображает, что он стал миллиардером, и устраивает вечеринку в нейтральных водах на яхте мистера Бёрнса. Но корабль захватывают китайские пираты. Связав всех отдыхающих, они собираются отправить их в море. Гомер пытается спасти друзей, но тщетно — его тоже ловят пираты и вместе со всеми выбрасывают за борт в рыболовной сетке. Но Гомер и его друзья выживают благодаря своим малоизвестным друзьям, которые погрузились в воду и своими телами спасли основных персонажей от верной гибели. В больнице Бернс обнаруживает, что у него в организме присутствуют все известные болезни и даже несколько новых, но они компенсируют друг друга, так что Бернс является абсолютно здоровым человеком. Вернувшись домой, он благодарит Симпсонов за то, что они приглядели за его домом, и возвращает их домой. Гомеру настолько понравилось быть богатым, что он даже расплакался, увидев свой старый дом, и чуть не дошел до глупости международного уровня (жалоба налоговой службе на богачей).

## Интересные факты
- То что сказал Гомер - ложь. Было показано информация о том что, то что он получил награду, выдумал о том что такая награда - ничего не стоит. Оказывается в информации было упомянуто, что эта награда такая как и у других наград существующие на этот момент, и имеет большую ценность.